# Glenn Rhee
Glenn Rhee o simplemente Glenn es un personaje de ficción de la serie de cómic The Walking Dead y es interpretado por Steven Yeun en la serie de televisión del mismo nombre en el canal AMC. También es la voz de Nick Herman en el videojuego del mismo nombre, por Telltale Games. En los cómics, era conocido simplemente como Glenn y no se le dio un apellido. Glenn era el novio de Maggie. Posteriormente los dos contraen matrimonio. En la serie de televisión mencionó que sus padres eran inmigrantes coreanos que vivían en Míchigan.

## Historia

#### En el Inicio (2003—05)
Glenn se define por ser ingenioso e inteligente. Salvó vidas y ayudó al grupo a salir de Atlanta y los supervivientes llegan sin dificultades a los límites exteriores de la ciudad. 
Debido a su habilidad de explorador, es a menudo nominado para salir a la ciudad y encontrar suministros. 
En una de estas carreras, se encontró con Rick a quien le salva la vida trayéndolo al grupo donde se reúne con su familia. Su uso de tácticas similares a las de MacGyver por ser más astuto y matar zombis de manera ingeniosa le permitieron recuperar con éxito las armas de Rick. 
No mucho después de la muerte de Shane, cuando el grupo llega a la granja de Hershel Greene Glenn se enamora de su hija Maggie, pero su timidez inicialmente le impide actuar sobre sus sentimientos. Cuando Hershel encontró a Maggie y Glenn durmiendo en una cama, Hershel casi mata a Glenn pero Maggie se lo impidió diciéndole que ya esta bastante adulta y que no debía manejar su vida. Hershel de mala manera acepta su relación.

#### La Prisión (2005—08)
Cuando Rick regresa para invitar a Herschel a vivir a la Prisión, Glenn se acomoda y encuentra un refugio con Maggie y ayuda al grupo a encontrar combustible y suministros. 
Más tarde es encarcelado por el Gobernador, un encuentro que lo dejó con cicatrices físicas y mentales. Glenn fue golpeado y casi comido por un zombi que Merle (Hermano de Daryl) trajo para que se pelearan. Maggie se ve obligada a escuchar desde otra celda como Glenn era golpeado por Merle. 
El Gobernador hace que Maggie se quite la blusa, le golpea y la apoya boca abajo contra la mesa. 
Michonne a la Prisión y les cuenta a Rick y los demás que raptaron a una pareja (Glenn y Maggie). Rick y su grupo se preparan para ir a rescatarlos a Woodbury. 
El Gobernador lleva a Maggie a la celda donde esta Glenn, y Glenn la abraza muy fuerte mirando con rabia al Gobernador. 
Glenn le da su camisa a Maggie y le pregunta que si el Gobernador le hizo algo y ella responde que no, pero Glenn sentía tanta rabia por dentro que se le ocurrió una idea con los huesos del caminante que había matado antes, afilarlos para matar a los malos de Woodbury, cosa que hacen más tarde.  
Sin embargo, Merle y otra persona se salvan y mientras le ponen cosas en la cabeza a Glen este le dice a Maggie: "no dejes de mirarme", y ahí es cuando llega Rick y su grupo para rescatarlos. 
Después de tantos golpes, Glenn no podía casi pararse ni pelear. 
Así que Rick y Maggie van a rescatar a Daryl que el Gobernador tenía secuestrado, para que les ayudara con su hermano Merle. 
Una vez rescatados, todos van hacia los carros pero venía un caminante y Glenn furioso lo mató. Rick le pregunta por qué lo ha hecho y Glenn le cuenta que humillaron a Maggie. Finalmente se montan en el carro, menos Daryl que se va hacia el bosque con su hermano Merle porque no lo aceptaron en el grupo ya que Glenn les dijo que no podría estar tranquilo si Merle estaba donde estaba Maggie. 
Regresan a la Prisión y al principio tuvieron dificultades con Maggie. Glenn tomó el control de la Prisión ya que Rick no estaba en buenas condiciones. 
Glenn estaba decidido a ir a matar al Gobernador pero al final se retracta. Maggie está molesta con Glenn durante unas semanas, pero después habla con él y se arreglan.a

#### Post-Prisión (2008—10)
Cuando el grupo se reencontró con los sobrevivientes en la granja, al principio a Glenn no le gustaban ni confiaba en Abraham Ford, Rosita Espinosa, y Eugene Porter, quienes se cruzaron con ellos en el camino. 
Abraham le revela a Glenn y al resto del grupo sobre una posible cura que Eugene tiene para salvar al mundo y por eso tiene que llevarlo a Washington D. C.. Glenn y Maggie acceden a acompañarlos a Washington para proteger a Eugene y que pueda cumplir su misión, en vez de quedarse en la granja. 
En el camino, Maggie intentó ahorcarse y Glenn luchó con Abraham, para evitar que se suicide. Glenn corta la cuerda y salva a Maggie de un fatídico destino y Maggie se quiebra en llanto. Glenn y el grupo deciden dar una carrera de suministros por la ciudad y Glenn apoyan a Maggie quien se encuentra devastada debido a la muerte de toda su familia. 
Durante el camino Glenn y el grupo conocen al padre Gabriel Stokes quien les ofrece alojamiento. Sin embargo una nueva amenaza humana se aproxima cuando un grupo de cazadores caníbales capturan a Bob y se alimentan de una pierna de este, pero poco después Bob les revela que fue mordido por un zombi y los caníbales comienzan a escupir lo que estaban digiriendo. Golpean a Bob y lo tiran frente a la iglesia. Cuando el grupo se entera de lo que han hecho a Bob, van en busca de los cazadores caníbales, quienes intentan victimizarse frente a ellos. Glenn y los demás logran reducir a los caníbales y pesar de que ellos les suplican piedad el grupo les asesina delante del cura quien los mira de manera horrorizada. Al siguiente día Bob muere.

#### Alexandría (2010—11)
Glenn y el resto del grupo conocen a un reclutador llamado Aaron quien les invita a unirse a su comunidad llamada Alexandria. 
El grupo al comienzo desconfía pero viajan con éxito a la Zona-Segura de Alexandría. 
Las habilidades útiles de Glenn y su agilidad le convirtió en un solicitante adecuado para ser un perfecto corredor de suministros y un reemplazo para Scott quien quedó herido. 
Sin embargo el nuevo trabajo de Glenn hizo preocupar mucho a Maggie, debido al peligro que se enfrentaba.
Rick le preguntó a Glenn, debido a su lealtad, si podría robar de nuevo las armas de fuego y demás, que fueron requisadas por el líder de la zona segura Douglas Monroe, cuando llegaron a la zona de seguridad. 
Glenn hizo una maniobra de distracción a los sobrevivientes de la Comunidad, mientras buscaban la ubicación de las armas para Rick. 
Rick y Glenn encuentran la armería, y Glenn se coló. 
Rick distribuyó las armas entre los miembros de su grupo y a partir de aquí muchos problemas comenzaron, los que casi le cuestan el exilio a Rick.
Después que se resolvieron los problemas con Douglas, Glenn y Maggie vivían en Alexandría durante algún tiempo y decidieron que Alexandría sería el mejor lugar para criar a un niño como ellos hubieran querido, ya que ambos empezaban a creer en el inicio de una nueva civilización. 
Después de algunos intentos Maggie finalmente le dijo a Glenn que ella estaba embarazada y ambos estaban muy contentos de traer un hijo a este mundo.

#### Guerra contra Los Salvadores / Muerte de Glenn (2011—12)
La felicidad y celebración de Glenn y Maggie cuando recibieron la noticia de la llegada de su primer vástago fue por corto tiempo, debido a que un grupo llamado los Salvadores intentaron entrar en la comunidad varias veces y Glenn convence a Maggie de abandonar la comunidad con él y Sophia. Emprendiendo así un viaje hacia la colonia de Hilltop, que él cree que es un lugar mucho más seguro. Cuando estaban acampados en la carretera después de conducir a medio camino de la cumbre, son emboscados por los Salvadores y los secuestran junto con Rick y a varios más del grupo que también habían salido. Debido a la cantidad de Salvadores asesinados por Rick y su grupo, en venganza, Abraham muere brutalmente asesinado a golpes con un bate de béisbol a manos del líder de los Salvadores, Negan y Glenn, que es seleccionado al azar, también es asesinado de la misma forma. Mientras tanto una quebrantada Maggie indignada y llena de impotencia, miraba la dantesca escena junto a Rick y los demás. Después que los Salvadores se marchan, recogen los cadáveres mutilados de Abraham y Glenn y ya estando en Hilltop en el funeral de Glenn, Rick jura vengar la muerte de su amigo Glenn.
Tras llegar a la Colonia Hilltop, los residentes del lugar prepararon un funeral en honor a Glenn y le dieron sepultura. Para honrar los deseos finales de Glenn, Maggie decide permanecer en Hilltop con Sophia y comenzar una nueva vida a la espera de su bebé (Hershel II).

## Adaptación de TV

### Primera temporada (2010)

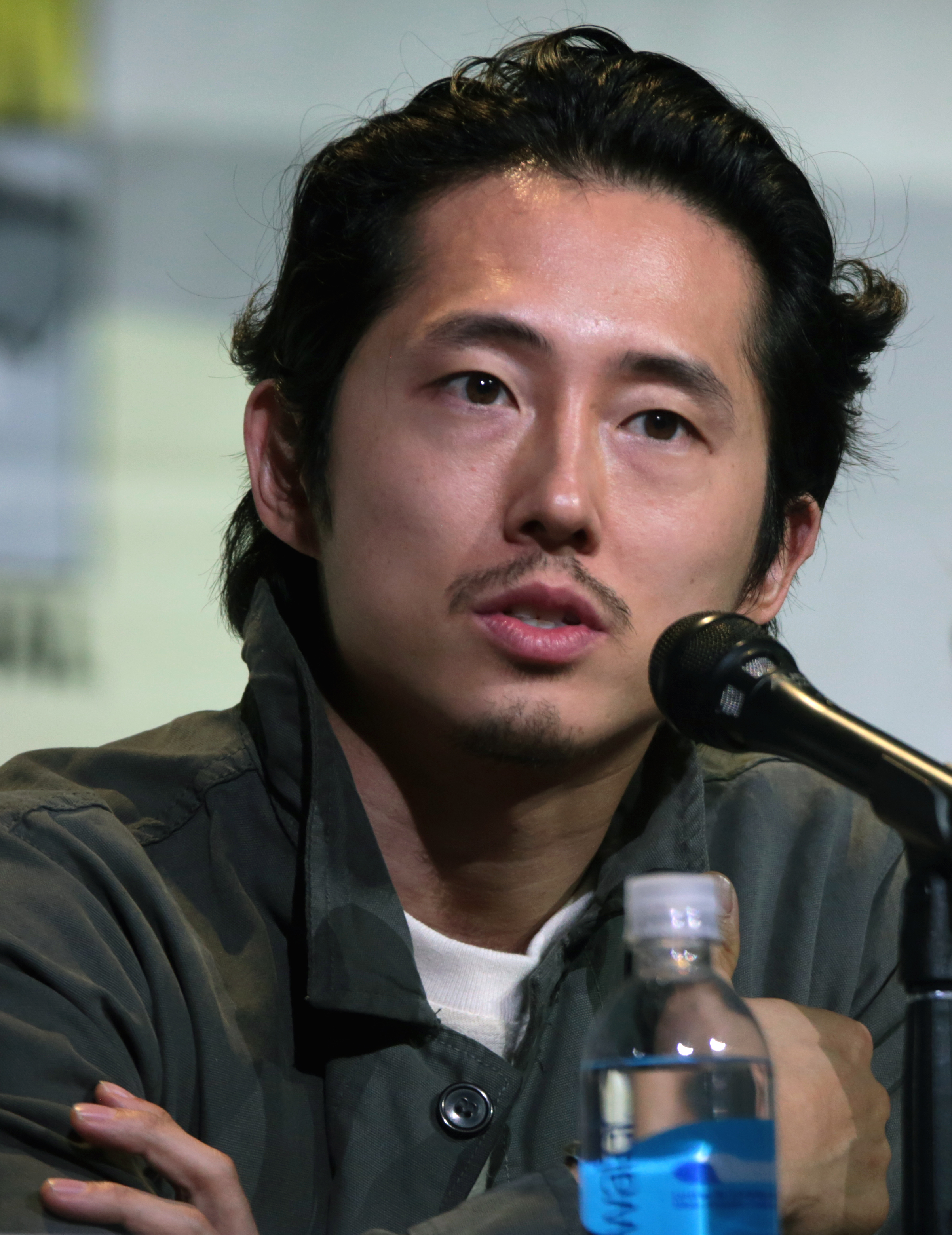
Steven Yeun actor que interpretó al personaje principal de Glenn Rhee durante 6 años consecutivos

En el primer episodio "Days Gone Bye", la voz de Glenn se escucha por primera vez el uso de una radio para hablar con Rick cuando Rick se esconde en un tanque en la ciudad de Atlanta ante una amenaza masiva de caminantes. En el episodio "Guts", Glenn utiliza la radio para rescatar a Rick de la horda de caminantes que rodean el tanque, y guía a Rick a la ubicación de su grupo, que consta de Andrea , T-Dog, Merle Dixon, Jacqui, y Morales, escondidos en un edificio galería. El ruido producido por Rick mientras él y Glenn huyen de la horda atrae a los caminantes a la tienda y el grupo encuentra atrapados en su interior. Como los caminantes tratan de romper a través de las puertas de vidrio de placa de la tienda, Rick decide tratar de llegar a un camión de caja en un sitio de construcción cerca.
Para llegar a la camioneta, él y Glenn se cubren en la sangre y las vísceras de un caminante eliminado, lo que les permite pasar con éxito entre los caminantes, hasta una breve tormenta lava bastante el olor de la sangre que empiezan a llamarles la atención. Ellos hacen un descanso para el emplazamiento de la obra, y Rick es capaz de llegar un camión grande. Glenn conduce un Dodge Challenger , su estridente alarma, comienza a llamar la atención de los caminantes y los aísla de la tienda, mientras que Rick conduce el camión de carga en la parte trasera de la tienda. Todo el grupo (que no sea Merle, que está atrapado en el techo de la tienda) es capaz de escapar de la ciudad en el camión caja, aparte de Glenn, que aleja en el Challenger. Glenn comienza a correr con su automóvil por la carretera en su nuevo Challenger y se dirige de nuevo a su grupo con Rick y su nuevo grupo se encuentra atrás en el camión caja.
En el episodio "Tell It to the Frogs", se encuentran con el resto de los sobrevivientes en el campamento de Atlanta, donde Glenn ayuda a distribuir los suministros y ayudar a los demás cuando sea necesario. Más tarde se va con Rick, Daryl y T-Dog a encontrarse con Merle en la ciudad y ayudar a Rick a recuperar las armas previamente abandonadas cerca del tanque. En el episodio "Vatos", Glenn termina siendo secuestrado por un equipo de hogar de ancianos haciéndose pasar por pandilleros, que tratan de negociar con el por armas. Glenn es liberado, pero su grupo, entonces se entera de que el camión que utilizaron para conducir a la ciudad no se encuentra, lo que les deja otra opción que regresar al campamento a pie. Glenn y el resto de sus compañeros regresan al campamento justo a tiempo para presenciar una manada de caminantes que invaden y matar a muchos de los sobrevivientes. En el episodio "Wildfire", a raíz de la masacre, que asiste en el tratamiento de los cadáveres e insiste en que el grupo de enterrar a su pueblo en lugar de quemarlos como lo hicieron los caminantes que mataron previamente. En su última instancia, él y el resto del grupo abandonan el campamento y dirigirse a la CDC. En el camino Jim, un sobreviviente les revela al grupo que fue mordido durante el ataque caminante y ha estado luchando contra la fiebre, finalmente cede y sus solicitudes al grupo como última voluntad fue dejarlo morir por los árboles cercanos que Glenn intenta argumentar pero el grupo va en última instancia, con la elección de Jim. En el episodio "TS-19", por un breve tiempo, disfrutan de los lujos del CDC que les ofrece. Ellos están en el camino otra vez, sin embargo, el grupo junto con Glenn escapan, después de la autodestrucción del edificio CDC es ahí en donde se suicida Jacqui y el Dr. Jernner.

### Segunda temporada (2011—12)
En el estreno de la temporada "What Lies Ahead", Glenn sigue siendo un elemento activo valioso para el grupo, ayudando a reparar la RV y gran corredor de suministros cuando  hace una carrera de suministros en los coches abandonados en la carretera. En el episodio "Bloodletting", Glenn, Lori, Carol, Daryl y Andrea continúan en la búsqueda de la hija de Carol Sophia cerca de la carretera. En el episodio "Save the Last One", Glenn y T-Dog llegan a la granja de Hershel Greene, donde Carl se está recuperando de una mortal herida de bala. Se desata una amistad con la hija de Hershel, Maggie cuando ella lo atrapa orando por Carl. En el episodio "Cherokee Rose", Glenn se compromete a actuar como carnada viva para orientar a la salida a un caminante atrapado en un pozo, pero esto va mal y casi se cae en el pozo. Glenn y Maggie más tarde deciden ir a la ciudad en carrera de suministros y van hacia una farmacia, cuando Lori le pregunta discretamente para obtener de ella una prueba de embarazo. Cuando Maggie le pregunta lo que él está buscando, trata de hacer una excusa y accidentalmente agarra una caja de condones. Maggie luego lo seduce y tienen sexo. En el episodio "Chupacabra" Glenn se entera de que Lori está embarazada, y ella le pide no decirle a Rick. Maggie expresa a Glenn que su aventura era una cosa de una sola vez, pero Glenn intenta convencerla de que su romance debe continuar. Más tarde en la cena, Maggie le desliza a Glenn una nota debajo de la mesa pidiéndole donde pueden tener otro encuentro sexual; Glenn escribe una respuesta y devuelve la nota. Después de la comida termina Maggie abre la nota con la respuesta de Glenn diciendo que va a reunirse con ella en el granero exterior. Horrorizada ante esta respuesta Maggie se apresura fuera y corre hacia el granero, pero es incapaz de prevenir de que Glenn descubra que el granero almacena un grupo de caminantes. En el episodio "Secrets", Maggie le pide a Glenn no decirle a los demás sobre el granero, pero pronto se revela el secreto y el embarazo de Lori a Dale. Maggie se siente frustrada y traicionada por Glenn cuando no mantiene su promesa de que no revelará que el granero este lleno de caminantes. Ella le perdona poco después, sin embargo, ambos empiezan a involucrarse en una relación. En el final de mitad de temporada "Pretty Much Dead Already", Glenn le dice al resto del grupo y Shane rompe el cerrojo de la puerta del granero y lo abre y salen los caminantes, lo que lleva a Glenn y los otros sobrevivientes a matar a todos los caminantes, ya que todos salieron del granero, incluyendo una zombificada Sophia.
En el estreno de mitad de temporada "Nebraska", Hershel desaparece después del incidente en el granero. Antes de que Glenn y Rick se van para la ciudad para encontrar al padre de Maggie, Maggie dice a Glenn "te amo". Glenn deja antes de decir de nuevo. Ellos encuentran a Hershel en un bar y le informan que su hija menor, Beth, se ha derrumbado emocionalmente y está en necesidad de atención médica. Ellos tratan de convencerlo de regresar a la granja, pero él se niega. Sin embargo Rick le brinda fuerzas emocionales y logra convencerlo, de pronto dos hombres de otro grupo, Dave y Tony, los encuentran. Un argumento conduce a una confrontación violenta, y Rick mata a los dos hombres. En el episodio "Triggerfinger", más hombres armados aparecen del grupo Dave y Tony vienen en busca de ellos, y entran en un tiroteo con Glenn, Rick y Hershel. Glenn está asustado y trata de esconderse durante el tiroteo con los forasteros. Capturan a uno de los atacantes, llamado Randall, antes de que todos vuelvan a la granja. Glenn se siente culpable por su falta de acción en la ciudad y este revela su profundo amor por Maggie y aparentemente rompe con ella cuando llegan a la granja. En el episodio "Judge, Jury, Executioner", Hershel le da a Glenn una reliquia familiar, en representación de su aprobación de la relación de Glenn con Maggie. En el episodio "Better Angels", cuando Randall aparentemente escapa, Rick, Shane, Daryl y Glenn van en una cacería por el fugitivo; Shane lleva a Rick una dirección mientras que Daryl y Glenn peinan otra parte de los bosques. Glenn y Daryl encuentran y matan a Randall que ha reanimado inexplicablemente entre los muertos como un caminante a pesar de que no hay señales de una herida de mordedura. En el final de temporada "Beside the Dying Fire", cuando la granja es invadida por una horda masiva de caminantes, Glenn juega un papel importante en su defensa. Durante el caos, convence a Maggie en abandonar la granja para el medio tiempo con el fin de evitar cualquier peligro adicional. Más tarde van al punto de encuentro para asegurar que su familia está a salvo, y viendo la oportunidad adecuada, Glenn confiesa su amor por ella. Los dos finalmente se reúnen con los otros sobrevivientes en la carretera. Después de descubrir de que Rick mantiene en secreto el hecho de que todo el mundo esta infectado, Glenn se encuentra entre los sobrevivientes que comienzan a asombrarse de un perturbado Rick. Él y Maggie contempla dejan el campamento y abandonan el liderazgo de Rick. Ellos, sin embargo, rechazan tales pensamientos después de Rick les da la opción de salir por su cuenta y que por el bien de todos ya no iba a ver democracia.

### Tercera temporada (2012—13)
En el estreno de la temporada "Seed", de seis a siete meses después de salir de la granja, Glenn se ha vuelto cada vez un elemento más fuerte en la lucha contra los caminantes. Él y Maggie siguen teniendo una relación fuerte. El grupo se encuentra en una prisión y deciden que sea su nuevo hogar. y deciden hacer una limpieza en la parte externa de la prisión eliminando con éxito a una horda de caminantes. Sin embargo, mientras que la limpieza en la parte interna de la prisión, Glenn y Maggie se separan de Hershel y Hershel es mordido por un caminante, obligando a Rick a amputar la pierna de Hershel, debajo de la rodilla para evitar que la infección se propague.
En el episodio "Sick", Glenn acompaña a Carol al patio de la prisión para que pueda practicar una cesárea en la preparación para la entrega de Lori, debido a que su embarazo se encuentra muy avanzado. En el episodio "Killer Within", cuando Andrew permite entrar a una turba caminante en el patio de la prisión para atacar a los sobrevivientes, Glenn ayuda a matar a los caminantes y estabilizar la prisión, a consecuencia de estos hechos T -Dog y Lori son asesinados. En el episodio "Say The Word", Glenn encuentra a Rick perturbado mentalmente y aboga por que se detenga, pero Rick casi ataca a Glenn. En el episodio "Hounded", mientras en un plazo de suministros, Glenn y Maggie son emboscados y capturados por Merle y llevados a Woodbury para ser interrogados. En el episodio "When The Dead Come Knocking", Merle golpea brutalmente a Glenn mientras para trata de encontrar el paradero de su campamento. Para esto lo encierran con un caminante suelto y atado a una silla pero este se las arregla para soltarse y elimina al caminante y Maggie con el Gobernador la amenazan con asesinar a Maggie, Glenn permanece intacto. Pero cuando el Gobernador amenaza con disparar a Glenn, Maggie le dice acerca de la prisión y su grupo. En el final de mitad de temporada "Made to Suffer", cuando Glenn y Maggie intentan escapar ante la destinada ejecución de Merle por órdenes del Gobernador; se defienden y el grupo de Merle está abrumado por el grupo de Rick. Rick, Glenn y Maggie escapan por encima del muro, y se reúnen con Michonne, a excepción de Daryl a quien lo obligan a pelear con su hermano Merle.
En el estreno de mitad de temporada "The Suicide King", mientras que Glenn se queda atrás, Rick y Maggie entran a rescatar a Daryl y a Merle echando a los soldados de Woodbury granadas de humo, matando a varios soldados y residentes de Woodbury y rescatar a Merle y Daryl en el proceso. Glenn muestra gran frustración (en un punto contundente un caminante que sacó de un vehículo cerca) cuando se entera de que no sólo va Merle con ellos, si no que Rick no había tenido la oportunidad de matar al Gobernador, así (todavía creyendo que él violó a Maggie cuando fueron cautivos). Regresan a la cárcel sin Merle y Daryl, pero la relación de Glenn con Maggie comienza a desmoronarse, a pesar de sus afirmaciones de que el Gobernador amenazó con cortarle la mano si se negaba a inclinarse ante él. Rick tiene un colapso nervioso al reunirse con el grupo de Tyreese y Glenn trata de calmarlo. En el episodio "Home", cuando Rick pierde el control de sí mismo, Glenn decide imponerse como líder del grupo, pensando en matar al Gobernador cuando él no se lo esperaba. A medida que se va en una misión de exploración, que echa de menos un ataque realizado en la cárcel por el Gobernador, es ahí en donde el Gobernador da su primer asalto a la prisión asesinando de un disparo en la cabeza a Axel y ordena a su milicia a destruir las principales puertas de seguridad de la prisión. En el episodio "I Ain’t A Judas", cuando Rick discute con Hershel de dejar la prisión, Glenn está de acuerdo con Rick que deberían quedarse y luchar. En el episodio "Arrow On The Doorpost", Merle quiere matar al Gobernador durante su reunión con Rick, pero Glenn se mete en una pelea con Merle para impedirle salir de la prisión. Glenn comienza a dejar de lado su ira, y su relación con Maggie mejora. En el episodio "This Sorrowful Life", Glenn pide a Hershel su permiso para casarse con Maggie, y Hershel le da Glenn su bendición. Glenn le pregunta a Maggie para casarse, y ella dice que sí. En el final de temporada "Welcome to The Tombs", el Gobernador lanza su segundo asalto a la prisión, pero el grupo se prepara. Glenn y Maggie se defienden mientras llevaban antidisturbios. Más tarde, cuando Rick regresa con los supervivientes de Woodbury, Glenn les abre las puertas de la prisión para ellos.
En el estreno de mitad de temporada "The Suicide King", mientras que Glenn se queda atrás, Rick y Maggie entran a rescatar a Daryl y a Merle echando a los soldados de Woodbury granadas de humo, matando a varios soldados y residentes de Woodbury y logran rescatar a Merle y Daryl en el proceso. Glenn muestra gran frustración (en un punto contundente un caminante que sacó de un vehículo cerca) cuando se entera de que no sólo va Merle con ellos, si no que Rick no había tenido la oportunidad de matar al Gobernador, así (todavía creyendo que él violó a Maggie cuando fueron cautivos). Regresan a la cárcel sin Merle y Daryl, pero la relación de Glenn con Maggie comienza a desmoronarse, a pesar de sus afirmaciones de que el Gobernador amenazó con cortarle la mano si se negaba a inclinarse ante él. Rick tiene un colapso nervioso al reunirse con el grupo de Tyreese y Glenn trata de calmarlo. En el episodio "Home", cuando Rick pierde el control de sí mismo, Glenn decide imponerse como líder del grupo, pensando en matar al Gobernador cuando él no se lo esperaba. A medida que se va en una misión de exploración, que echa de menos un ataque realizado en la cárcel por el Gobernador, es ahí en donde el Gobernador da su primer asalto a la prisión asesinando de un disparo en la cabeza a Axel y ordena a su milicia a destruir las principales puertas de seguridad de la prisión. En el episodio "I Ain’t A Judas", cuando Rick discute con Hershel de dejar la prisión, Glenn está de acuerdo con Rick que deberían quedarse y luchar. En el episodio "Arrow On The Doorpost", Merle quiere matar al Gobernador durante su reunión con Rick, pero Glenn se mete en una pelea con Merle para impedirle salir de la prisión. Glenn comienza a dejar de lado su ira, y su relación con Maggie mejora. En el episodio "This Sorrowful Life", Glenn pide a Hershel su permiso para casarse con Maggie, y Hershel le da Glenn su bendición. Glenn le pregunta a Maggie para casarse y ella dice que sí. En el final de temporada "Welcome to The Tombs", el Gobernador lanza su segundo asalto a la prisión, pero el grupo se prepara. Glenn y Maggie se defienden mientras llevaban antidisturbios. Más tarde, cuando Rick regresa con los supervivientes de Woodbury, Glenn les abre las puertas de la prisión para ellos.

### Cuarta temporada (2013—14)
En el estreno de la temporada "30 Days Without an Accident", Glenn y Maggie consiguen un susto de embarazo y decide salir a correr en su lugar. Cuando regresa a la prisión, Maggie le dice que no está embarazada. En el episodio "Infected", Glenn se ve gritando para alertar al grupo de los caminantes que están en un bloque de celdas durante un ataque. Más tarde se reúne con el resto del consejo de la prisión sobre qué hacer acerca de un posible brote viral mortífero, y comienzan poner en cuarentena a los enfermos. En el episodio "Isolation", Glenn contrae la enfermedad y es puesto en cuarentena con los otros presos enfermos. En el episodio "Internment", a pesar de su enfermedad, Glenn y Sasha ayudan a Hershel a tratar los otros sobrevivientes que contraen el virus mortal. Glenn cae inconsciente y se recupera después de que Hershel y Maggie lo salva. Bob regresa con Daryl, Michonne y Tyreese de una carrera de suministros con los antibióticos y se lo administran a Glenn. En el final de mitad de temporada "Too Far Gone", cuando El Gobernador llega y ataca la prisión, Glenn es rescatado por Maggie y se separa de ella una vez que salga el autobús.
Después del estreno de la mitad de temporada en el episodio "Inmates", después del ataque a la prisión, la prisión estaba destruida e infestada de caminantes, Glenn se despierta y se encuentra atrapado en la prisión después de salir el autobús de escape. Se dirige a su habitación y encuentra la foto que tomó de Maggie. Él toma su material antidisturbios, su rifle de asalto, y una botella de alcohol. En el camino, se encuentra con Tara, una sobreviviente del ejército atacante. Ella explica que ella era la razón detrás de esto y no tiene necesidad de vivir ya que había observado a su hermana y sobrina ser devoradas por los caminantes. Ella también le dice acerca de la muerte de Hershel, lo que deja triste a Glenn. Glenn la convence de que se necesitan mutuamente para salir con vida. Glenn lanza la botella en un auto cerca de distraer a los caminantes para así poder escapar con Tara. A lo largo del camino, Tara menciona que el Gobernador le dijo que el grupo de la prisión eran gente mala y ella no le creyó durante un segundo. Ella se disculpa por todo. Ambos son atacados por los caminantes y Glenn se desmaya. Como Tara mata al último caminante, un camión militar se detiene y tres misteriosas personas se presentan a cabo: Abraham Ford, Eugene Porter, y Rosita Espinosa. En el episodio "Claimed", Abraham convence a Tara para acompañarlos en su viaje a Washington D. C. debido a que Eugene tiene una cura contra el virus y salvar al mundo, y se puso a Glenn inconsciente en la parte trasera del camión. Cuando Glenn despierta, golpea la ventana de atrás hasta que Abraham se detiene y se sale. Glenn insiste en la búsqueda de Maggie, pero cuando Abraham insiste en que Maggie está muerta los dos hombres se agarran a golpes. La conmoción atrae caminantes, y cuando Eugene intenta disparar hacia ellos paraliza accidentalmente el vehículo. Glenn toma esto como una señal de que debe encontrar Maggie y Tara decide ir con ellos, entonces Rosita sigue y Eugene le dice a Abraham que deben ir juntos hasta que puedan encontrar un nuevo vehículo y que por el momento acompañen a Glenn. En el episodio "Alone", Glenn descubre una señal que conduce a Terminus.
En el episodio "Us", el grupo comienza a ver señales de que Maggie esta en rumbo a Terminus y cuando el grupo llega a un túnel, Abraham no se atreve a arriesgar la vida de Eugene y separarse, dejando a Glenn y Tara pasar por el túnel solo, ambos se piden disculpas por los malos entendidos y se despiden. Vienen a través del túnel se situaban alrededor de un área en el túnel una parte que se ha derrumbado y un enjambre caminante, mientras que se escondían alrededor de ellos, Tara se atasca bajo de los escombros y está atrapada. Glenn se niega a salir de ella y comienzan a acercarse los caminantes, ya casi sin municiones son salvados de una muerte segura por Maggie, Sasha, Bob, Eugene, Abraham y Rosita. Glenn reunido con Maggie, todos ellos deciden seguir a Terminus donde son recibidos. En el final de temporada "A", se revela que han sido encarcelados en un vagón de un ferrocarril, cuando Rick, Daryl, Michonne y Carl también son capturados por los miembros de Terminus.

### Quinta temporada (2014—15)
En el estreno de la temporada "No Sanctuary", Glenn y los otros a crean armas improvisadas para luchar contra sus captores, pero los guardias de Terminus les arrojan una granada granada aturdidora en el vagón de carga y arrastran a Glenn , Rick, Daryl, y Bob. Ellos son llevados al matadero y los alinearon inclinados sobre un canal de cerdo, en una carnicería, al lado donde otros cuatro hombres sobrevivientes son brutalmente asesinados rebanándoles el pescuezo, durante el comedero de cerdos, y Glenn es el próximo en morir pero Gareth entra y pregunta a uno de los guardias sobre los sobrevivientes. Una explosión causada por Carol los distraen y Gareth el líder de los caníbales se dirige a ver lo que ocurre, esto permite a Rick liberarse de sus puños, ya que había guardado un arma improvisada y mata a los guardias, a continuación, el policía libera a Glenn, Daryl y Bob. Los cuatro pronto descubren que la gente de Terminus son caníbales y Rick ordena matar a cualquier terminiano que se aparezca en su vista. Ellos hacen su camino de regreso al vagón y liberan a sus amigos y logran salir de la terminal ya que quedó totalmente destruida y plagada de caminantes, afuera de la terminal Rick desentierra las armas que el guardo por si es que algo saliera mal y le dice a Glenn para regresar y acabar con todos, Glenn se opone al plan de Rick volver y se reúnen con Carol, Tyreese y Judith y siguen adelante.
En el episodio "Strangers", el grupo oyen gritos en busca de ayuda. Ellos van y ayudan al hombre de un grupo de caminantes. Se presenta como Gabriel, un sacerdote que cerca del lugar vive en un a iglesia y el cura invita a los supervivientes a alojarse a su iglesia, que no tardaron en comprobar si es seguro y no una trampa. A continuación, ha decidido que el grupo tendrá que ir a buscar suministros. Glenn va con Maggie y Tara para secuestrar una tienda de armas, donde encuentran tres silenciadores en una mini-nevera. El grupo celebra con Abraham cenan y hacen un brindis. En el episodio "Four Walls and a Roof", el grupo descubre Bob fue capturado por los caníbales sobrevivientes de Terminus y está siendo utilizado como carnada, después de haberse alimentado de su pierna. Bob revela que fue mordido por un caminante durante la carrera de alimentos, a la que Glenn le recuerda a Rick que Jim había durado dos días antes de morir. Cuando Abraham anuncia que él se lleva a Eugene para viajar a Washington y de esa manera asegurar la supervivencia, un argumento estalla entre él y Rick cuando insiste en tomar el autobús. Glenn logra detener el altercado entre Abraham y Rick con la promesa a Abraham que si se queda una noche más para ayudar a lidiar con Gareth y los cazadores caníbales, entonces él y Maggie viajaran con Abraham en el autobús de la iglesia a la mañana siguiente. Abraham de manera fastidiada lo acepta y cuando Gareth y sus secuaces invaden la iglesia el grupo logran reducir exitosamente a los caníbales de la terminal y acto seguido eliminan a todos los terminianos sobrevivientes. Al siguiente día Glenn se despide de Bob antes de morir y se dirige a Washington con Maggie, Tara, Abraham, Eugene y Rosita.
En el episodio "Self Help", en su viaje a Washington D. C., ocurre un accidente del autobús y los supervivientes se enfrentan a múltiples problemas con los caminantes incluyendo un rebaño formado por miles que Abraham trata de insistir en que pasan por a pesar Glenn intentar razonar con él. Eugene revela que el provocó las fallas del autobús y admite que mintió acerca de la cura, Glenn es sorprendido por la revelación y Abraham reacciona con rabia y violencia golpea a Eugene y Glenn y Rosita tratan de detenerlo en su intento de despertar a Eugene. En el episodio "Crossed", Glenn, Maggie, Tara y Rosita cuidan a Eugene y Abraham, ya que Eugene está inconsciente después de su paliza y Abraham en un crítico estado de shock no responde. En el final de mitad de temporada "Coda", Glenn, Abraham, Rosita, Tara, Eugene y Maggie van de regreso la iglesia y descubren que Beth está viva y van rumbo al Hospital Grady Memorial de Atlanta, pero es demasiado tarde, Beth ha sido asesinada y llegan a tiempo para ver un Daryl devastado llevando su cuerpo inerte y Glenn consuela a una quebrantada Maggie.
En el estreno de mitad de temporada "What Happened and What's Going on", dos semanas después de la muerte de Beth el grupo se dirige a Richmond, Virginia encontrar Noah Rick lo ordena, ya que esto fue la última voluntad de Beth. Sin embargo Glenn se siente dudoso que la comunidad de Noah siga ahí y sus sospechas fueron ciertas ya que se encuentran la comunidad en ruinas y pintado en la pared esta frase "Wolves Not far" "Los lobos aceden" y Rick comienzan a debatir la lógica en la búsqueda y el destino de Beth a manos de Dawn. Rick dice que sabía que Dawn no quería hacerlo, pero la habría matado de todos modos si Daryl no lo hubiese hecho y Glenn señaló que no haría una diferencia, por lo que Michonne preocupada por ellos debatiendo en matar a alguien y encontrar un lugar para vivir. Más tarde Glenn, Michonne y Rick se impresionan cuando encuentran extremidades caminante, cortadas, e insisten en ir a Washington, pero Glenn desconfía debido a que Eugene estaba mintiendo, pero Rick decide tomar la oportunidad. Más tarde Glenn ayuda Michonne a amputarle el brazo de Tyreese cuando fue mordido por un caminante y tratan de transportarlo a un lugar seguro, en pocas palabras se retrasó por una abertura de camión y dejando escapar numerosos cuerpos caminantes sin brazos y piernas marcados con unas "W" en las frentes, pero Tyreese muere a causa de la pérdida de sangre y Glenn se encuentra por encima de su servicio. En el episodio "Them", Glenn trata de consolar a una dolorosa Maggie, aún consternada por la muerte de Beth, después de que ella empieza a dudar si ella quiere vivir más. Glenn estaba sin agua, sin municiones y sin comida, se sintió feliz cuando llovió el lugar y posteriormente se esconden en un granero y ayuda a defender el granero que están permaneciendo en un grupo de caminantes. En el episodio "The Distance", cuando Maggie y Sasha traen a un desconocido llamado Aarón que dice tener una comunidad de gente buena cerca y quiere que se unan, Glenn lleva un pequeño grupo a Michonne, Maggie, Abraham y Rosita para investigar si se sitúan coches cercanos. Después de enterarse de que estaba diciendo la verdad de los coches el grupo se dirige por la noche para evitar sospechas, pero cuando llegan desconfiados se ven obligados a conducir a través de un rebaño de caminantes y escapan a pie. Sin embargo Glenn comienza a confiar en Aaron nuevamente cuando se reúnen con su novio Eric, lo que confirma su afirmación anterior sólo había una persona con él y le ruega Rick hacerlo también. Más tarde, cuando el R.V. rompe Glenn muestra un Abraham enojado dónde encontrar otra batería a la que dice "¿cómo sabes quienes eran?" y Glenn sólo sonríe, haciendo referencia a las enseñanzas de Dale. Finalmente, el grupo llega a la comunidad de Aarón Alexandría Zona-Segura. En el episodio "Remember", Glenn y los otros son entrevistados por Deanna Monroe, la líder de Alexandría, y él admite que el sentido de la brutalidad que han desarrollado a partir de estar en el mundo exterior durante demasiado tiempo y la forma en que tienen que hacer que funcione y Deanna ofrece a Glenn el trabajo de corredor de suministros. Cuando el grupo se da dos casas para dividir entre ellos mismos deciden dormir todos juntos en una casa a ser cautos y al día siguiente Glenn, Tara y Noah acompañan a Aiden el hijo de Deanna y su amigo Nicholas en una carrera y encadenan a un caminante como una advertencia y tratan de volver y Glenn lo mata antes de que pueda matar a Tara lo que enfurece a Aiden. Una vez de vuelta en la zona segura Aiden intenta humillar a Glenn y Glenn le amortigua unos golpes, en la lucha contra él hasta que Rick y Deanna llegan y los separa, Deanna dirige a la comunidad a aceptan al grupo y personalmente Deanna le da las gracias a Glenn por golpear Aiden "en el culo". En el episodio "Forget", Glenn aparece en la fiesta en la casa de Deanna, donde le asegura a Noah que él es de la familia ahora.
En el episodio "Spend", Glenn, Noah, Tara, Eugene, Aiden, y Nicholas se van a un almacén para recoger piezas para reparar el sistema de energía solar de Alexandría para obtener luz. Al acercarse a la bodega, se encuentran con que la zona frontal en donde está infestada de caminantes, pero hay una jaula que les impide ser capaces de entrar. Como el grupo entra, se encuentran con un soldado zombificado vistiendo chalecos antibalas llevando granadas. A pesar de las súplicas de Glenn en no disparar, Aiden dispara al caminante varias veces y le cae en una de sus granadas, causando una explosión. Tara queda gravemente herida, y Aiden es aparentemente asesinado. La explosión también destruye la jaula, permitiendo que los caminantes entren en el almacén. El grupo vuelve a levantarse después de la explosión, sólo para descubrir que Aiden sigue vivo, pero empalado por dos piezas de metal. Cuando Glenn, Noah y Nicholas intentan salvar a Aiden, Eugene lleva Tara fuera del almacén. Con los caminantes acercándose, Nicholas entra en pánico y huye, obligando a Glenn y Noah abandonar a Aiden, los caminantes se devoran vivo a Aiden. Glenn, Noah, y Nicholas se refugian dentro de la puerta giratoria, pero son atrapados por los caminantes en ambos lados. Eugene llega a la furgoneta y atrae a los caminantes en el exterior de distancia. Sin embargo, Nicholas empuja su salida, dejando a Glenn y a Noah vulnerables. Los caminantes agarran a Noah y lo desgarran y se lo devoran con horror delante de Glenn. Nicholas va a la camioneta y le dice Eugene que salga con Tara inmediatamente. Cuando Eugene se niega, Nicholas lo saca de la furgoneta apuntándole un arma y trata de irse sin él. Glenn llega y golpea a Nicholas repetidas veces. Glenn luego procede a ponerlo en la furgoneta. En el episodio "Try", Glenn relata la los acontecimientos a Rick. Deanna prohíbe a Glenn y Nicholas ir a la armería y salir de la zona de seguridad mientras ella investiga. Glenn se enfrenta a Nicholas y le dice que los hombres como él deberían haber muerto a los caminantes, pero tuvo la suerte por las paredes de Alexandría. Glenn amenaza a Nicholas, advirtiéndole no volver a poner un pie fuera de las paredes de nuevo. En el final de temporada "Conquer", Glenn ve a Nicholas escalar por encima del muro y lo sigue a cabo. Mientras Glenn lo sigue, Glenn queda herido de bala por Nicholas. Glenn logra escapar, y luego ataca a Nicholas cuando está con la guardia baja. Una lucha sobreviene y Nicholas logra escapar, dejando a Glenn para defenderse de los caminantes que se sienten atraídos. Cuando Nicholas trata de escapar, Glenn le sigue la pista y lo sostiene a punta de pistola. Nicholas suplica por su vida, y Glenn le perdona.

### Sexta temporada (2015—16)
En el estreno de la temporada "First Time Again", Glenn aparece por primera vez en un flashback. En un flashback, Glenn y Nicholas se muestran en la enfermería con sangre y magulladuras por su lucha en el bosque. Glenn está remendado por Rosita y Maggie le pregunta qué pasó. Glenn le dice que los caminantes los atacaron a él y a Nicholas en el bosque y Glenn fue golpeado accidentalmente por una bala que rebotó en un árbol y lo golpeó en el hombro. Glenn aparece más tarde en la reunión de Rick donde discuten cómo deshacerse de la manada de caminantes en la cantera. Glenn le dice a Maggie que debería quedarse en Alexandría y cuidar a Deanna, quien todavía está devastada por la muerte de Aiden y Reg. Maggie le dice a Glenn que esa no es la única razón por la que él quiere que se quede y Glenn lo reconoce. Glenn nota a Nicholas y lo mira con desaprobación. Nicholas levanta su mano y dice que quiere ayudar a Rick con el plan, ya que van a necesitar toda la ayuda que pueda obtener. Después de que Glenn ve esto, se ofrece a ser demasiado propenso a mirar a Nicholas. Glenn aparece más tarde con él y Nicholas ayudando a construir la pared para atraer a los caminantes de distancia. Glenn se da cuenta de que Maggie y Tara se están abrazando y él sonríe. Más tarde, Glenn y Nicholas son vistos en la ferretería a la que están asignados para despejarse. Glenn le dice a Nicholas que lo vigilará de cerca a partir de ahora. Nicholas le dice que solo quiere ayudar, lo que Glenn dice que puede hacer. En una tienda entre Alexandría y la cantera, Glenn, Heath y Nicholas tienen la tarea de matar a un grupo de caminantes atrapados en el interior, por lo que el ruido producido por los caminantes atrapados no distraerá a la manada que se acerca para desviarse del camino. Inicialmente, Glenn se niega a dejar que Nicholas lo ayude, pero Nicholas insiste y salva a Heath de ser mordido por un caminante. Más adelante en el episodio "Thank You", Glenn se ofrece como voluntario para comenzar un fuego de distracción. Yendo con Nicholas, corren de una manada caminante a un callejón sin salida, donde matan a tantos caminantes como pueden, pero quedan atrapados en la parte superior de un contenedor de basura. Nicholas tiene un ataque de pánico, y le dice "Gracias" a Glenn, y se dispara en la cabeza. Su cuerpo cae contra Glenn, lo tira del contenedor de basura y entra en la manada de caminantes. Él fue visto por última vez tirado en el suelo debajo del cuerpo de Nicholas, mientras los caminantes comienzan a comerlo. En el episodio "Now", Maggie revela que está embarazada de Glenn. En el episodio "Heads Up", se ve a Glenn escapar de debajo del contenedor de basura. Luego es encontrado por Enid, a quien le dice que regrese con él a Alexandría. Los dos comienzan a formar una amistad incómoda a pesar de tener filosofías de supervivencia contrastantes. Los dos ejecutan globos voladores alrededor de una horda masiva de caminantes que rodearon las puertas de la zona segura de Alexandría como una señal de que están vivos. En el final de mitad de temporada "Start to Finish", Glenn y Enid observan a Maggie mientras escapa de una masiva manada de caminantes que ha invadido Alexandría, y comienzan a formular un plan para ingresar a la ciudad.
En el estreno de mitad de temporada "No Way Out" Glenn y Enid se movieron rápidamente para tratar de rescatar a Maggie e idearon una estrategia para ayudarla a bajar de la torre, en especial después de ver que el precario andamio comenzaba a tambalearse. Glenn distrajo a los caminantes que merodeaban por la zona y le permitió a Enid escalar hasta donde estaba Maggie, pero pronto se vio rebasada en número y fue acorralado por las hordas de caminantes en uno de los muros. Abraham, Daryl y Sasha aparecieron justo a tiempo para socorrerlo y luego combatieron todos juntos para repeler la invasión y purgar la comunidad del poder de masiva manada de caminantes y de esta manera recuperan Alexandria. En el episodio "Not Tomorrow Yet", Glenn realiza su primer asesinato junto con Heath y Tara y toma parte activa en la batalla de armas con los Salvadores. Al final del episodio, se apena al enterarse de que Maggie y Carol han sido secuestradas por otro grupo de Salvadores. En el episodio "The Same Boat" después de que Maggie y Carol son capturadas por un grupo de salvadores, Glenn y sus compañeros mantuvieron como rehén a un salvador que habían sido capturado anteriormente, mientras Rick trataba de llegar a un acuerdo con la comandante de los salvadores. Afortunadamente Maggie y Carol lograron arreglárselas y asesinaron salvajemente a todos sus captores sin la necesidad de que sus compañeros quienes llegaron a rescatarlas, y tras reunirse con Maggie, Glenn la abrazo fuerte debido al duro momento que les tocó vivir.
En el episodio "East", Glenn abandona Alexandria con Rosita y Michonne para perseguir a Daryl, que quiere vengar la muerte de Denise tratando de matar a Dwight. Los cuatro terminan siendo capturados por Dwight, quien dispara a Daryl.
En el episodio final de temporada "Last Day on Earth", los cuatro son descargados desde la parte trasera de un camión por Dwight, donde descubren a Rick, Carl, Maggie, Abraham, Sasha, Eugene, y Aaron ya han sido capturados. Negan se manifiesta y anuncia que va a matar a uno de ellos usando su bate de béisbol llamado "Lucille" como castigo por el grupo que mató a tanta gente.Inicialmente se ofrece a sacar a la embarazada Maggie de su miseria en ese momento, haciendo que Glenn le suplicara por su vida; es devuelto a la línea por Dwight. Después de contemplar a quién matar, Negan decide seleccionar al azar diciendo "eenie, meanie, minie, moe". La temporada termina con Negan demoliendo el cráneo a un personaje desconocido conduciéndolo a la muerte.

### Séptima temporada (2016—17)
En el estreno de la séptima temporada, "The Day Will Come When You Won't Be",  se revela a Abraham como la víctima elegida por Negan; Negan lo golpea brutalmente hasta morir con su Lucille mientras el resto del grupo observa, horrorizado. Cuando Daryl golpea a Negan en la cara, Negan declara que tendrá que matar a alguien más como castigo. Luego golpea a Glenn con su Lucille. Después de dos golpes en la cabeza, Glenn se sienta, con daño cerebral severo con un ojo dislocado, y murmura "Maggie, te encontraré", antes de que Negan golpee repetidamente el cráneo de Glenn hasta quebrarlo y aplastar su cerebro dejando derramada su masa encefálica . En el episodio "The Cell", un teniente de Negan, Dwight, le deja una foto del cadáver destrozado de Glenn en la celda de Daryl, donde lo mantienen cautivo, para atormentarlo. En el episodio "Go Getters", se muestra que Glenn y Abraham están enterrados juntos en Hilltop. En el episodio "The Other Side", Maggie le comenta a Daryl que no le ha dicho ni una palabra desde que el se fue a la colonia Hilltop. Llorando, Daryl se disculpa con Maggie por causar involuntariamente la muerte de Glenn. Maggie sostiene resueltamente que Daryl no tenía la culpa, diciendo que Glenn sabía que Daryl era "una de las cosas buenas en este mundo" y lo sabía porque Glenn también era "una de las cosas buenas".

## Desarrollo

### Caracterización
Se ha confirmado por el ex-guionista Glen Mazzara que el apellido de Glenn es Rhee, pero nunca ha sido mencionado en la pantalla en la serie de TV. El apellido de Glenn también aparece en su página oficial de AMC The Walking Dead.

### Casting
El actor Steven Yeun fue anunciado para ser parte del elenco principal en mayo de 2010, junto con Laurie Holden.  En mayo de 2011, recibió una nominación al Premio Saturn como mejor actor de reparto en televisión.

### Recepción de la crítica
La interpretación de Glenn por Steven Yeun ha sido elogiada, sobre todo para romper los estereotipos asociados a los hombres estadounidenses de origen asiático en pantalla y su relación con Maggie. El episodio "Cherokee Rose" marca a Glenn y Maggie un primer encuentro sexual. Los críticos elogiaron el desarrollo de la relación entre Maggie y Glenn. Andrew Conrad de The Baltimore Sun dijo que la historia personificó un "romanticismo humeante",  mientras que Aaron Rutkoff de The Wall Street Journal lo llamó "el momento más divertido de la serie". Goldman opinó que su sexual encuentro se vio a Glenn en un momento genuino; "Él es un buen tipo, ella parece una chica libre, y se sentía genuina cuando ella notó que ambos se sentían bastante solos también y listo para algo de compañía". Nick Venable de Cinema Blend afirmó que las interacciones entre Maggie y Glenn fue el punto culminante del episodio. "Me alegro de que los escritores están introduciendo este punto el libro basado en la trama cómica, ya que este espectáculo seriamente necesita una pareja sin armarios llenos de esqueletos. Cuando Glenn toma accidentalmente una caja de condones y Maggie lo nota, me reí con ganas. La conversación que siguió también hizo me pareció muy gracioso, lo que hace que me pregunte de manera humorística esto: por qué se paga la menor cantidad de atención en el espectáculo". Jackson se sorprendió con la escena, y lo llamó" inesperado".